# Setabis phaedon
Setabis phaedon is een vlindersoort uit de familie van de prachtvlinders (Riodinidae), onderfamilie Riodininae.
Setabis phaedon werd in 1903 beschreven door Godman.